# Système nerveux central
1. L'encéphale
2. Le système nerveux central (SNC)[C'est-à-dire ?]
3. La moelle spinale

Le système nerveux central (ou névraxe) - parfois désigné par son abréviation, SNC - est la partie du système nerveux comprenant l'encéphale et la moelle spinale. Le système nerveux central est ainsi nommé parce qu'il contient la majeure partie du système nerveux, mais aussi et surtout parce qu'il intègre les informations qu'il reçoit et coordonne ces signaux centraux pour influer sur l'activité de toutes les parties du corps des animaux bilatéralement symétriques (ou Bilateria ; ce sont tous les animaux multicellulaires, sauf les éponges et les animaux à symétrie radiale (ou radiata) tels que les méduses). Beaucoup considèrent que la rétine, le nerf optique,, ainsi que les nerfs olfactifs et l'épithélium olfactif font partie du système nerveux central. Suivant cette classification, l'épithélium olfactif est le seul tissu nerveux central en contact direct avec l'environnement, ce qui ouvre des portes à des traitements thérapeutiques. Le système nerveux central est contenu dans la cavité dorsale, avec le cerveau logé dans sa partie crânienne et la moelle spinale dans sa partie spinale. Le cerveau est protégé par le crâne tandis que la moelle spinale est protégée par les vertèbres, les deux enfermés dans les méninges.

## Anatomie et structure
Le système nerveux central est constitué de deux structures principales : le cerveau et la moelle spinale. Le cerveau est enfermé dans le crâne et protégé par la boîte crânienne. La moelle spinale est la continuité du cerveau ; elle se trouve en direction caudale au cerveau et est protégée par les vertèbres. La moelle spinale va de la base du crâne, se poursuit par le trou occipital et se termine à peu près au niveau de la première ou de la deuxième vertèbre lombaire,, occupant les parties supérieures du canal vertébral.

### Matière grise et substance blanche

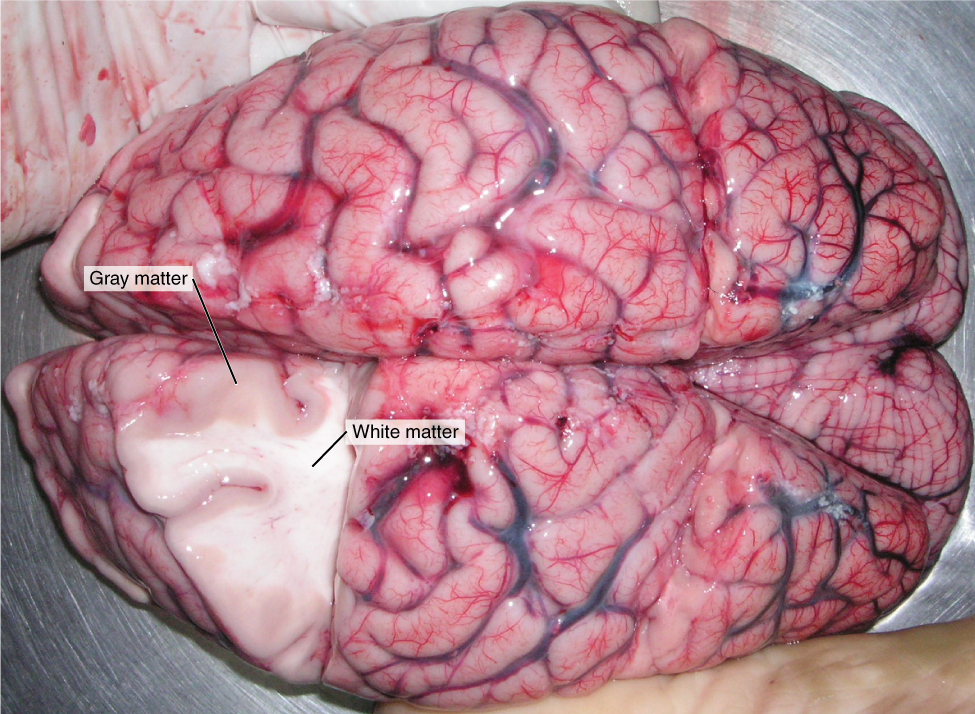
Dissection d'un cerveau démarquant la substance blanche de la matière grise.

Au microscope, il existe des différences entre les neurones, les tissus du système nerveux central et le système nerveux périphérique. Le système nerveux central est divisé en matière blanche (ou substance blanche) et matière grise. Celles-ci peuvent aussi être observées macroscopiquement sur les tissus du cerveau. La matière blanche est constituée d'axones et oligodendrocytes, tandis que la matière grise est constituée de neurones et les fibres amyéliniques. Les deux tissus comprennent un certain nombre de cellules gliales, qui sont souvent désignées comme supportant les cellules du système nerveux central. Les différentes formes de cellules gliales ont des fonctions différentes, certains agissant presque comme échafaudage pour permettre aux neuroblastes de grimper au cours de la neurogenèse, tandis que d'autres tels que les microglies sont une forme spécialisée de macrophages, impliqués dans le système immunitaire du cerveau. Les astrocytes peuvent être impliqués à la fois dans la clairance des métabolites ainsi que dans le transport de carburant et de diverses substances bénéfiques pour les neurones du cerveau. 
Le cerveau (comportant le cervelet ainsi que la mésencéphale et le rhombencéphale) se compose d'un cortex, composé de neurones constituant la matière grise, tandis qu'à l'intérieur, il y a plus de matière blanche. En dehors de la matière grise du cortex.

### Moelle spinale

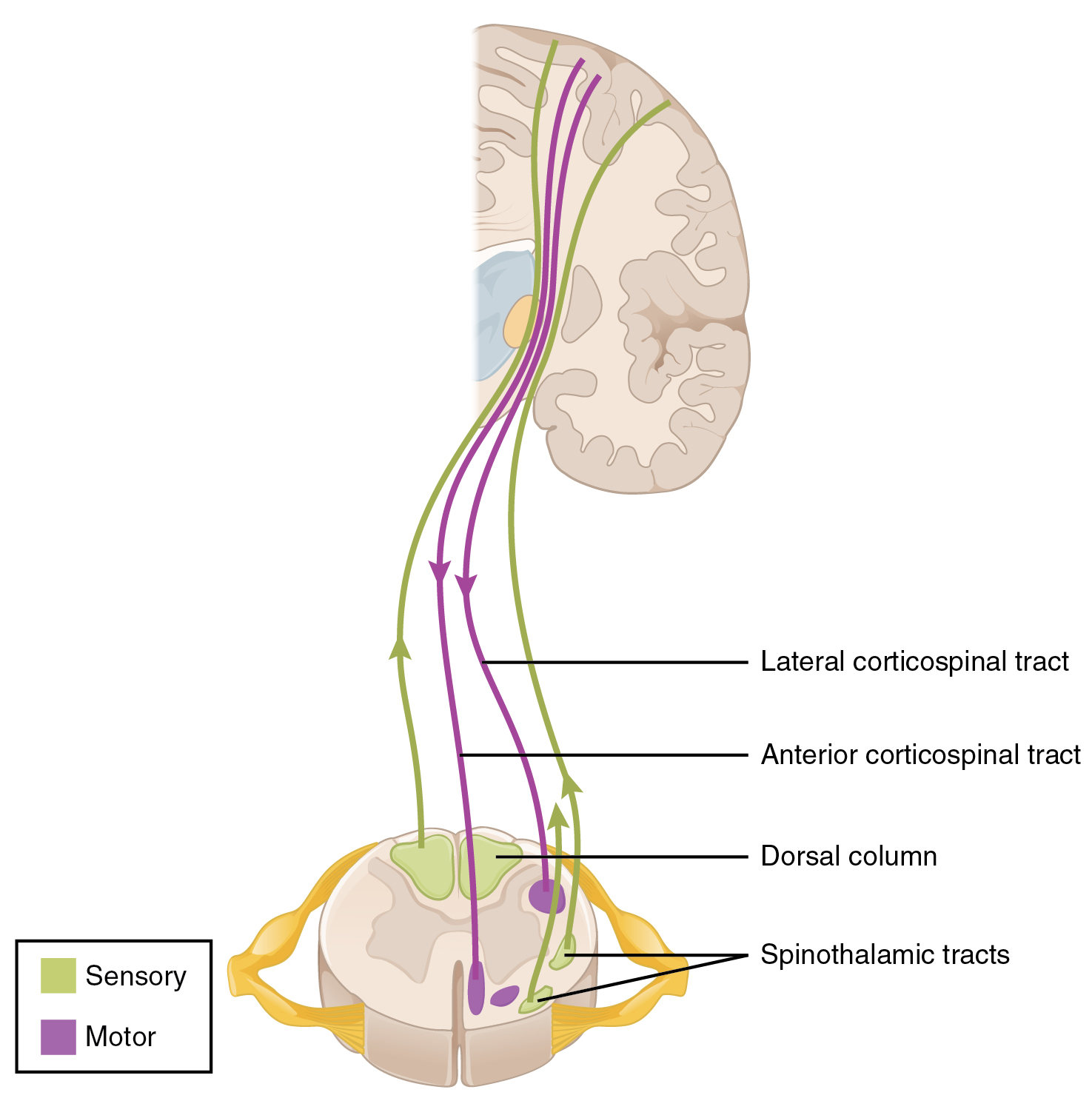
Schéma montrant les emplacements de quelques passages de la moelle spinale.

La moelle spinale (ou moelle épinière) est la projection du système nerveux périphérique sous la forme des nerfs spinaux. Les nerfs ont pour but de relier la moelle spinale avec la peau, les articulations, les muscles, etc., et de permettre la transmission de nerfs efférents moteurs ainsi que des nerfs sensitifs et les stimuli. Cela entraîne des mouvements volontaires et involontaires des muscles, ainsi que la perception d'un sens. Chaque nerf rachidien va transporter à la fois des signaux sensoriels et moteurs, mais les nerfs synapse à différentes régions de la moelle spinale, soit à partir de la périphérie vers les neurones sensoriels de relais qui transmettent les informations au système nerveux central, soit du système nerveux central à partir des neurones moteurs, qui transmettent les informations vers l'extérieur[Quoi ?].
La moelle spinale transmet l'information au cerveau par le biais de la colonne vertébrale au thalamus et, finalement, vers le cortex. Toutes les informations sont relayées vers le cortex, et ne parviennent pas à notre conscience immédiate, mais sont plutôt transmises vers le thalamus qui trie et adapte en conséquence. Cela peut expliquer pourquoi nous ne sommes pas constamment au courant de tous les aspects de notre environnement.

#### Nerfs crâniens
En dehors de la moelle spinale, il y a aussi des nerfs périphériques du système nerveux périphérique qui traversent des étapes intermédiaires pour se rendre au système nerveux central. Ces douze nerfs existent dans la région de la tête et du cou et sont appelés nerfs crâniens. Les nerfs crâniens apportent des informations sur le système nerveux central, ainsi que de certains muscles (comme le trapèze, qui est innervé par les nerfs accessoires, ainsi que certains nerfs spinaux).
Il existe deux paires de nerfs crâniens, les nerfs olfactifs et les nerfs optiques, qui sont souvent considérés comme des structures du système nerveux central. En effet, ils ne synapsent pas sur les ganglions périphériques, mais directement sur les neurones du système nerveux central. L'épithélium olfactif est significatif en ce qui concerne du tissu nerveux central exprimé en contact direct avec l'environnement, ce qui permet l'administration de certains produits pharmaceutiques et de médicaments.

### Cerveau
Au-dessus de la moelle spinale se trouve le cerveau. Le cerveau constitue la plus grande partie du système nerveux central, et, est souvent la structure principale appelée quand on parle du système nerveux. Le cerveau est l'unité fonctionnelle majeure du système nerveux central. Alors que la moelle spinale a une certaine capacité de traitement tel que celui de la locomotion spinale, le cerveau est l'unité de traitement majeur du système nerveux.

Représentation de neurone nerveux centraux.

#### Tronc cérébral
Le tronc cérébral se compose de la medulla, du pont et du mésencéphale. La moelle (ou medulla) peut être considéré comme une extension de la moelle spinale, et son organisation et ses propriétés fonctionnelles sont similaires à celles de la moelle spinale. Les voies de passage de la moelle spinale au cerveau passent par celle-ci.
Les fonctions de réglementation des noyaux médullaires inclut le contrôle de la pression artérielle et la respiration. D'autres noyaux sont impliqués dans l'équilibre, le goût, l'ouïe et le contrôle des muscles du visage et du cou.
La mésencéphale (ou mésencéphale) est situé au-dessus de la protubérance annulaire et comprend des noyaux de liaison distinctes du système moteur, entre autres, le cervelet, les noyaux gris centraux, et les deux hémisphères cérébraux. En outre les parties des systèmes visuels et auditifs sont situés au milieu du cerveau, y compris le contrôle des mouvements automatiques des yeux.
Le tronc cérébral en général permet l'entrée et la sortie vers le cerveau pour un certain nombre de voies, et le contrôle autonome des organes est médié par le nerf crânien. Une grande partie du tronc cérébral est impliqué dans un tel contrôle autonome du corps. Ces fonctions peuvent engager le cœur, les vaisseaux sanguins, entre autres.
Le tronc cérébral tient également la formation réticulée, un groupe de noyaux impliqués à la fois dans l'éveil et la vigilance.

#### Liquide cérébro-spinal
Le névraxe contient du liquide cérébrospinal (LCS) dans plusieurs cavités, qui sont en continuité.
- L'encéphale contient du LCS dans son système ventriculaire, constitué par :
  - les deux ventricules latéraux dans le télencéphale ;
  - le troisième ventricule dans le diencéphale ;
  - l'aqueduc de Sylvius dans le mésencéphale ;
  - le quatrième ventricule, schématiquement situé entre la protubérance et le bulbe en avant, et le cervelet en arrière ;
- la moelle spinale contient du LCS dans son canal central, le canal de l'épendyme.

Le névraxe est également entouré du LCS contenu dans la boîte crânienne et le canal vertébral.

#### Cervelet
Le cervelet se trouve derrière les ponts. Il est composé de plusieurs fentes de séparation. Sa fonction comprend le contrôle de la posture, et la coordination des mouvements des différentes parties du corps, y compris les yeux et la tête, ainsi que les membres. En outre, il est impliqué dans le mouvement qui a été appris et perfectionné les mouvements appris et pratiqués. Le cervelet contient également les connexions vers les zones du cortex cérébral impliqué dans la langue comme ainsi que les fonctions cognitives. Ces connexions ont été montrées par l'utilisation de l'imagerie médicale des techniques telles que l'IRMf et PET.
Le corps du cervelet contient plus de neurones que toute autre structure du cerveau, mais il est aussi plus largement compris que d'autres structures du cerveau, et comprend moins de types de neurones différents. Il gère et traite les stimuli sensoriels, les informations du moteur ainsi que des informations de l'équilibre de l'organe vestibulaire.

#### Diencéphale
Les deux structures du diencéphale sont le thalamus et l'hypothalamus. Le thalamus agit comme un lien entre les voies entrantes provenant du système nerveux périphérique, ainsi que le nerf optique aux hémisphères cérébraux.
Outre sa fonction de tri des informations de la périphérie, le thalamus relie également le cervelet et les ganglion centraux avec le cerveau. 
L'hypothalamus exerce les fonctions d'un certain nombre d'émotions ou de sentiments primitifs tels que la faim, la soif et l'amour maternel. Ceci est dû en partie par le contrôle de la sécrétion d'hormones de l'hypophyse. De plus, l'hypothalamus joue un rôle dans la motivation et beaucoup d'autres comportements de l'individu.

#### Télencéphale
Le télencéphale désigne l'ensemble constitué par les hémisphères cérébraux (cortex cérébral, substance blanche et structures sous-corticales) et des structures associées.
Les deux hémisphères sont interconnectés par le corps calleux ainsi que par plusieurs autres commissures. L'une des parties les plus importantes des hémisphères cérébraux est le cortex, composé de matière grise recouvrant la surface du cerveau. Fonctionnellement, le cortex cérébral est impliqué dans la planification et l'exécution des tâches quotidiennes.
Sur le plan phylogénétique, il s'agit de la structure nerveuse la plus récente et elle se trouve particulièrement développée chez les mammifères et en particulier les primates.

### Différence par rapport au système nerveux périphérique
Ce qui différencie le système nerveux central du système nerveux périphérique, c'est que le système périphérique se compose de neurones, d’axones et de cellules de Schwann. Les oligodendrocytes et les cellules de Schwann ont des fonctions similaires dans le système nerveux central et périphérique, respectivement. Les deux agissent pour ajouter de la myéline aux axones, qui agit comme une forme d'isolation permettant une meilleure et plus rapide prolifération des signaux électriques le long des nerfs. Les axones dans le système nerveux central sont souvent très court (à peine quelques millimètres) et ne nécessitent pas le même degré d'isolement que les nerfs périphériques. Pour assurer les signaux se déplacent à une vitesse suffisante, la myélinisation est nécessaire.
Les cellules de Schwann et les oligodendrocytes myélinisent les nerfs différemment. Une cellule de Schwann myélinise habituellement un seul axone. Parfois, ils peuvent myéliniser de nombreux axones, surtout quand dans les zones d'axones courts. Les oligodendrocytes myélinisent habituellement plusieurs axones. Ils le font en envoyant des fines projections de leur membrane cellulaire qui enveloppent et enferment l'axone.

## Développement

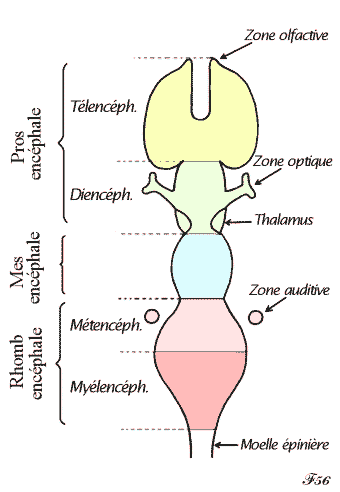
Schéma de développement embryonnaire du système nerveux.

Au début du développement de l'embryon de vertébré, une rainure (ou gouttière) longitudinale sur la plaque neurale approfondit progressivement la gouttière, finalement, transformer la gouttière en un tube neural, le mur ectodermique qui forme l'ébauche du système nerveux. Ce tube se différencie en trois vésicules (poches) : le prosencéphale, le mésencéphale, et, entre le mésencéphale et la moelle spinale, le rhombencéphale (après six semaines dans l'embryon humain). Le prosencéphale se divise ensuite plus loin dans le télencéphale et diencéphale ; et le rhombencéphale se divise en métencéphale et en myélencéphale.

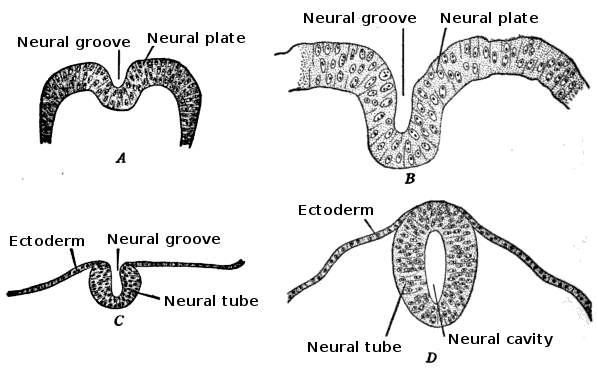
Représentation du développement d'un tube neural (en)

Le télencéphale se différencie en, entre autres, le striatum, l'hippocampe et le néocortex et sa cavité devient le premier et le second ventricule, respectivement. Les élaborations diencéphale comprennent l'hypothalamus, le thalamus et l'épithalamus, et ses formes de cavité du troisième ventricule. Le métencéphale devient, entre autres, les ponts, le cervelet et le myélencéphale forme le bulbe rachidien, et leurs cavités se développent dans le quatrième ventricule.
La moelle spinale, quant à elle, s'allonge progressivement dans le rachis.
|                | Divisions embryologiques | Divisions embryologiques | Divisions embryologiques | Divisions anatomiques  | Divisions anatomiques |
| Encéphale      | Prosencéphale            | Prosencéphale            | Télencéphale             | Télencéphale           | Cerveau               |
| Encéphale      | Prosencéphale            | Prosencéphale            | Diencéphale              |                        | Cerveau               |
| Encéphale      | Mésencéphale             | Mésencéphale             | Mésencéphale             | Mésencéphale           | Tronc cérébral        |
| Encéphale      | Rhombencéphale           | Métencéphale             | Protubérance annulaire   | Protubérance annulaire | Tronc cérébral        |
| Encéphale      | Rhombencéphale           | Métencéphale             | Cervelet                 | Cervelet               | Cervelet              |
| Encéphale      | Rhombencéphale           | Myélencéphale            | Bulbe rachidien          | Bulbe rachidien        | Tronc cérébral        |
| Moelle spinale | Moelle spinale           | Moelle spinale           | Moelle spinale           | Moelle spinale         | Moelle spinale        |

## Signification clinique

### Maladies du système nerveux central
Il existe de nombreuses maladies du système nerveux central, y compris les infections du système nerveux central tels que l'encéphalite et la poliomyélite, l'apparition précoce de troubles neurologiques, y compris le TDAH et l'autisme, l'apparition tardive des maladies neurodégénératives telles que la maladie d'Alzheimer, la maladie de Parkinson et le tremblement essentiel, les inflammations telles que la sclérose en plaques et l'encéphalomyélite aiguë disséminée, des troubles génétiques tels que la maladie de Krabbe et la maladie de Huntington, entre autres. Enfin, les cancers du système nerveux central peuvent causer des maladies graves et peuvent avoir des taux de mortalité très élevés. Il peut aussi être victime de neurotoxique comme le sarin ou le gaz VX.